# Burray
Zawartość tej strony może naruszać prawa autorskie.
Tekst źródłowy prawdopodobnie pochodzi z:
Patrz raport 
1. Nie usuwaj tego szablonu. Zostanie on usunięty, jeżeli prawa autorskie tego artykułu zostaną wyjaśnione.
2. Jeżeli potrafisz, napisz artykuł tak, aby nie naruszał praw autorskich.
3. Jeżeli masz prawa autorskie do tej treści lub masz zgodę na publikację zgodną z naszą licencją, prosimy, napisz o tym na stronie dyskusji tego artykułu i na stronie Wikipedia:Lista NPA oraz zastosuj procedurę zamieszczania haseł wcześniej opublikowanych.
4. Artykuł zostanie usunięty, jeżeli status praw autorskich do zawartych w nim treści nie zostanie wyjaśniony.

Powielanie materiałów chronionych prawami autorskimi – bez zezwolenia właściciela tych praw – jest pogwałceniem obowiązującego prawa, jest też sprzeczne z ustaleniami Wikipedii. Osobom, które regularnie wstawiają takie materiały, może zostać odebrane uprawnienie edytowania Wikipedii.
Burray (staronord. Borgarey) – wyspa w archipelagu Orkady, na północ od wybrzeży Szkocji, na granicy Morza Północnego i otwartego Oceanu Atlantyckiego.

## Opis

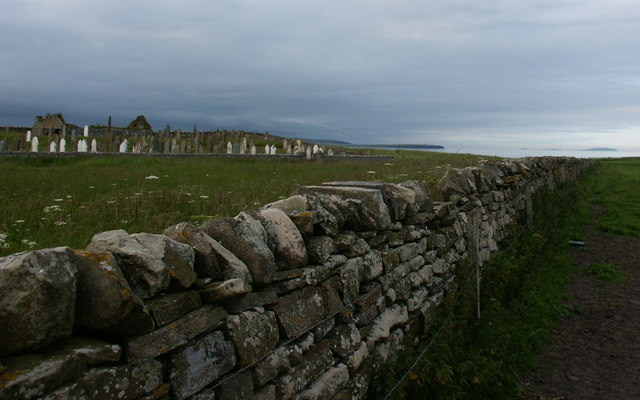
Ruiny St. Lawrence's Church

Wyspa Burray należy do archipelagu Orkady. Leży między South Ronaldsay na południu i Glimps Holm na północy, którymi jest połączona groblami o całkowitej długości 2,3 km (1,5 mili). Cztery groble, nazwane Barierami Churchilla, łączą ze sobą główną wyspę archipelagu  Mainland (na północy) z South Ronaldsay (na południu) poprzez mniejsze wyspy: Burray, Lamb Holm i Glimps Holm. Bariery zostały zbudowane podczas drugiej wojny światowej jako ochrona kotwicowiska brytyjskiej marynarki wojennej w zatoce Scapa Flow. Obecnie służą jako droga komunikacyjna A961. Po zachodniej stronie wyspy znajduje się Echnaloch Bay, w zatoce Scapa Flow położona jest niezamieszkana wyspa Hunda. 
Na wyspie znajduje się Northfield East Broch, pozostałości kamiennej budowli typu broch i ruiny St. Lawrence's Church. Główną działalnością gospodarczą jest hodowla i produkcja dzianin. W Ness na wschodnim krańcu wyspy znajduje się rezerwat ptaków.

## Populacja
Liczba mieszkańców wyspy w 1961 r. wynosiła 262, w 1971 r. spadła do 209, w 1981 r. wzrosła do 283, w 1991 r. do 363, w 2001 r. wynosiła  357 a w 2011 r. mieszkało 409 osób.

## Galeria

Burray
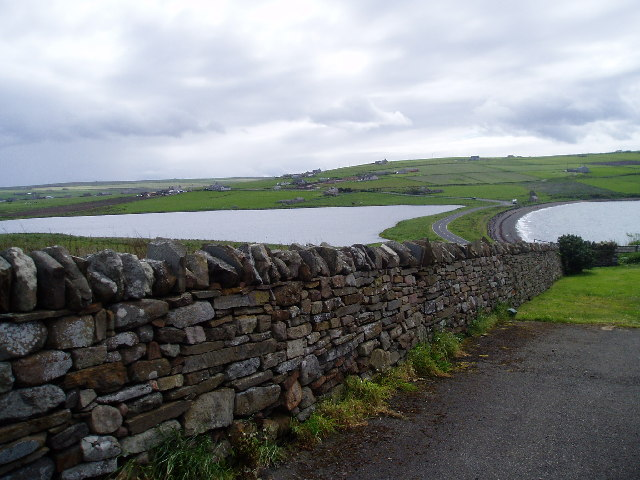
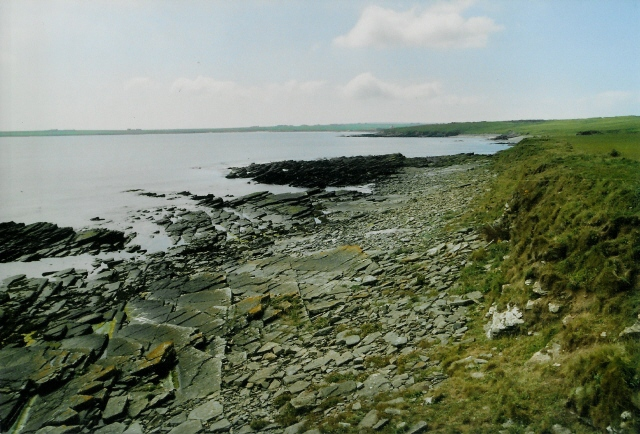
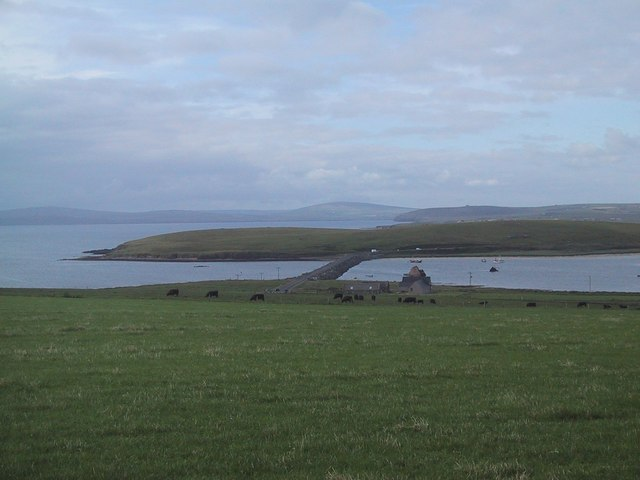
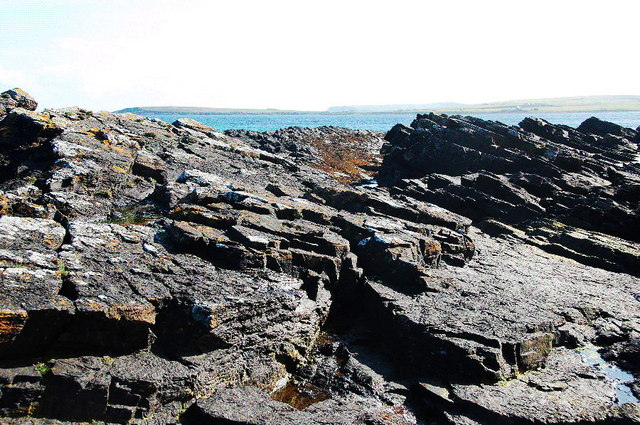